# 假冷蕨
假冷蕨（学名：Athyrium spinulosum）为蹄盖蕨科蹄盖蕨属下的一个种。